# Adetus binotatus
Adetus binotatus là một loài bọ cánh cứng trong họ Cerambycidae.